# Jeff Cohen (acteur)
Pour les articles homonymes, voir Jeff Cohen.
Jeff Cohen, B.S., J.D. (de son nom de naissance Jeffrey Bertan McMahon, Cohen étant le nom de jeune fille de sa mère) est un ancien acteur américain aujourd'hui avocat, né le 25 juin 1974, à Los Angeles en Californie. Il est principalement connu pour avoir interprété le rôle de Choco dans le film de 1985 Les Goonies, produit par Steven Spielberg.

## Biographie
Après le succès des Goonies faisant de lui un enfant star, il a rapidement mis un terme à sa carrière cinématographique, se consacrant à ses études. Il a obtenu un baccalauréat universitaire ès sciences au sein de la Haas School of Business à Berkeley où il faisait partie de la fraternité Alpha Epsilon Pi. Il est ensuite devenu un avocat spécialisé dans le spectacle et le divertissement.

## Filmographie
Sauf indication contraire, les informations mentionnées dans cette section peuvent être confirmées par la base de données cinématographiques IMDb,  présente dans la section « Liens externes ».

### Acteur

#### Cinéma
- 1985 : Les Goonies de Richard Donner : Laurent Cohen alias Choco (Lawrence Cohen alias Chunk en VO)
- 1985 : The Making of 'The Goonies' (court métrage) de Mick Garris : Lui-même

#### Télévision

##### Séries télévisées
- 1982 : Child's Play (en) : Cast Member
- 1983 : Histoires de l'autre monde (Tales from the Darkside) : Timmy Muldoon (épisode pilote, non crédité)
- 1983 : Webster (en) : Dwight (saison 1, épisode 12)
- 1984 : Drôle de vie (The Facts of Life) : Seymour Slavick (saison 6, épisode 1)
- 1984 : Kids Incorporated : Webster Bendetti (saison 1, épisode 5)
- 1984-1987 : Sacrée Famille (Family Ties) : Dougie Barker / Marv Jr. (saison 3, épisode 8 et saison 5, épisode 26)
- 1985 : ABC Afterschool Special : patient jouant au poker (saison 14, épisode 1)
- 1985 : Body Language (en) : Lui-même (10 épisodes)
- 1985-1986 : Histoires fantastiques (Amazing Stories) : Ralph / Eddie (saison 1, épisode 10 et saison 2, épisode 3)
- 1986 : Le Monde merveilleux de Disney (Disneyland) : Max Baxter (saison 31, épisode 5)
- 1987 : She's the Sheriff (en) : Percy (saison 1, épisode 10)
- 1987 : Popeye, Olive et Mimosa (Popeye and Son) : Francis (voix, 10 épisodes)
- 2006 : I Love Toys (en) : Lui-même (épisode ?)
- 2015 : Good Morning America : Lui-même - Invité (1 épisode)

##### Téléfilms
- 1983 : Little Shots de Ron Howard : Ralph
- 1985 : The Goonies 'R' Good Enough (en) de Richard Donner : Chunk (partie 1 et 2, non crédité)
- 1988 : Scooby-Doo et l'École des sorcières (Scooby-Doo and the Ghoul School) de Charles August Nichols et Ray Patterson : Grunt (Voix, as Jeff B. Cohen)
- 1991 : Harmonie parfaite (en) (Perfect Harmony) de Will Mackenzie : Ward

### Producteur

#### Télévision

##### Séries télévisées
- 1998 : Motown Live (en)
- 2001-2003 : The Living Century (en) (5 épisodes)
- 2009 : Rise and Fall of Tuck Johnson

## Distinctions

### Nominations
- Saturn Award :
  - Nommé au Saturn Award du meilleur jeune acteur 1986 (Les Goonies)
- Young Artist Award :
  - Nommée à la meilleure prestation dans un film - premier rôle masculin 1986 (Les Goonies)